# Épannes

Épannes este o comună în departamentul Deux-Sèvres, Franța. În 2009 avea o populație de 778 de locuitori.